# 1872 v dopravě
Tento článek obsahuje seznam událostí souvisejících s dopravou, které proběhly roku 1872.

## Říjen
- 1. října

 Moravsko-slezská ústřední dráha zahájila provoz na železniční trati z Olomouce do Krnova.

## Listopad
- 1. listopadu

 Moravsko-slezská ústřední dráha zahájila provoz na železniční trati z Krnova do Opavy.